# Roundel

O cocar Tricolore do Exército do Ar Francês foi primeiramente usado em aeronaves militares antes da Primeira Guerra Mundial

Um roundel (do escudo em português chamado de "rodela") é um disco circular usado como um símbolo. O termo é usado em heráldica mas comumente também usado para se referir a um tipo de insígnia nacional usado em aeronaves militares, geralmente circular em forma e geralmente incluindo anéis concêntricos de diferentes cores. Outros símbolos também frequentes usam formas circulares.

## Heráldica
Em heráldica, um roundel (arruela) é uma carga circular. Roundels estão dentre as cargas mais antigas usadas em brasões de armas, datando pelo menos no século XIX. Roundels na heráldica britânica têm diferentes nomes dependendo de seu esmalte. Desse modo, enquanto um roundel pode ser brasonado por seu esmalte, por exemplo, um roundel vert (literalmente "um roundel verde"), ele é mais frequentemente descrito por uma única palavra, neste caso pomme (literalmente "pômo", "maçã", do francês) or, da mesma origem, pommes — como em "Vert; em uma cruz Or cinco pômos".
Um exemplo especial de um roundel nomeado é a fonte, retratada como um roundel barrado ondulado argento e azure, que é, contendo bandas onduladas horizontais alternadas de azul e prata (ou branco).

## Aviação militar

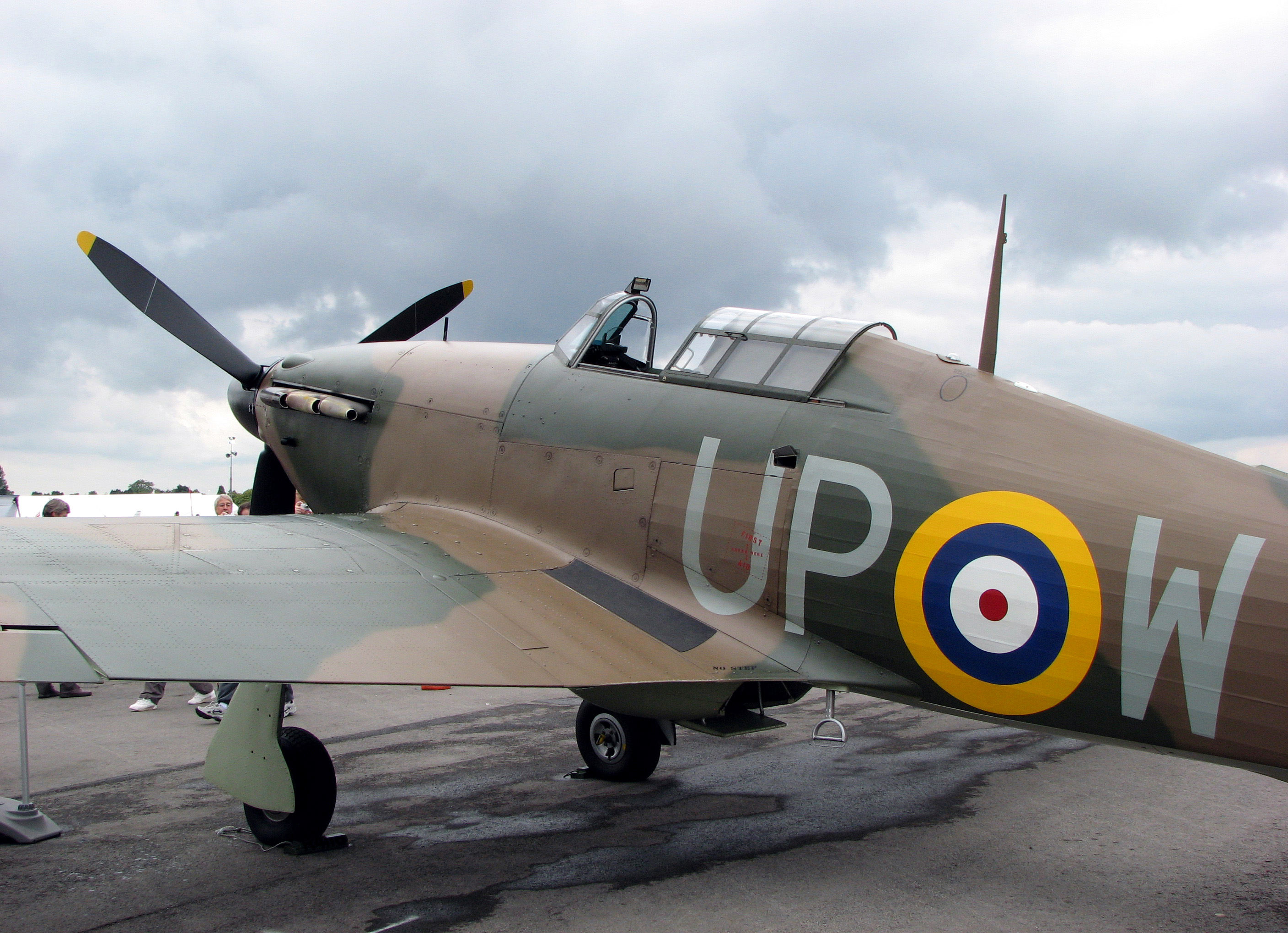
Avião demonstrado é um Hurricane Mk1, RAF serial R4118. Podemos visualizar um roundel em sua carcaça.

As Forças Aéreas Francesas originaram o uso de roundels em aeronaves militares durante a Primeira Guerra Mundial. O projeto escolhido foi o cocar nacional francês, cujas cores são o azul-branco-vermelho da bandeira da França. Cocares nacionais similares, com ordenação diferente de cores, foram projetados e adotados como roundels de aeronaves por seus aliados, incluindo o Royal Flying Corps britânico e o Serviço Aéreo do Exército dos Estados Unidos. Após a Primeira Guerra Mundial, muitas forças áereas adotaram a insígina roundel, distinguida por cores diferentes ou números de anéis concêntricos.
Insígnias de nacionalidade de aeronves militares, como a da Força Aérea das Filipinas e a Szachownica polonesa, são frequentemente chamados roundels quando elas não são redondos.[carece de fontes?]

## Bandeiras

O brasão do Gabão, país situado na África, inclui três roundels na parte superior.

De entre as bandeiras que mostram um roundel são a bandeira de Bangladesh e a bandeira do Japão.
Em bandeiras para dependências ultramarinas britânicas são frequentes uma bandeira de popa azul, britânica, desfigurada com um roundel branco mostrando as armas ou distintivo da dependência. O mesmo padrão é usado por alguns dos estados da Austrália.

O logo do The Who incorpora o símbolo roundel usado por mods

## Na cultura pop
- O roundel, especialmente o usado pela Força Aérea Real, foi associado com a pop art da década de 1960, aparecendo nas pinturas de Jasper Johns. Ele tornou-se parte da consciência pop quando o grupo de rock britânico The Who vestia roundels da Força Aérea Real Britânica (e Bandeiras da União) como parte de seu vestuário no início de sua carreira. Subsequentemente ele veio simbolizar mods e o mod revival.
- Algum do material de Paul Weller envolve o uso de um roundel com cores psicodélicas.
- O álbum Fight For Your Mind de Ben Harper usa roundels de diversas forças aéreas como gráficos em notas de linhas.
- Na série de televisão britânica Doctor Who, as decorações circulares nas paredes interiores da sala de controle da TARDIS são conhecidas como roundels.[5]

## Exemplos

### Na aviação militar

Força Aérea da República Checa
Real Força Aérea Canadiana
Força Aérea Suíça
Força Aérea Real Tailandesa
Força Aérea da Coreia do Norte
Força Aérea da África do Sul
Força Aérea da Suécia

### Outrosroundels
Algumas corporações e organizações fazem uso de roundels em suas marcas.

Metropolitano de Londres
Partido Democrata dos Estados Unidos
BMW
Napoli, um clube de futebol italiano
Escudo da Don Valley Parkway
Logo da Target Corporation